# Zemletrjasenije
Zemletrjasenije (arménsky Երկրաշարժ) je rusko-arménský katastrofický film z roku 2016, který režíroval Sarik Andreasyan. Snímek byl natočen podle skutečné události z 7. prosince 1988, kdy Arménskou SSR postihlo zemětřesení, které stálo životy nejméně dvacet pět tisíc lidí. Film měl premiéru v Arménii 13. září 2016, v Rusku se konala dne 1. prosince.
Slogan zní filmu „Tragédie, která sjednotila svět“ (Трагедия, объединившая мир). Dne 5. září 2016 jej Národní filmová akademie arménského filmu nominovala snímek do kategorie „Nejlepší cizojazyčný film“ na Oskarech 2017, ale později jej Akademie filmového umění a věd vyloučila z listiny kandidátů, neboť nesplňovala požadavky.

## Děj
Film je založen na skutečných událostech, kdy 7. prosince 1988 Arménskou SSR zastihlo ničivé zemětřesení o magnitudě 6,8 (podle jiných zdrojů 7,2), které pocítila téměř polovina území sovětské republiky. Byla zničena města Spitak, Leninakan (dnes Gjumri), Kirovakan (dnes Vanadzor), Stepanavan a více než 300 osad. Celkem zemřelo 25 tisíc lidí, 19 000 se stalo invalidy, více než 500 tisíc lidí zůstalo bez domova. Film popisuje čtyři dny po velkém zemětřesení, konkrétně 7. až 10. prosinec v Leninakanu.